# Махли
Махли (др.-греч. Μαχλυη) — племя, упоминаемое в античных источниках. Упоминается писателем Лукианом в «Токсарид, или Дружба», а также писателем Клавдием Элианом.
У Лукиана упоминается правитель Махлиены Адирмах — Ἀδύρμαχος ὁ Μαχλυηνῆς ἄρχων. Махлии (Μάχλυες) якобы обитали в Меотиде, у побережья Азовского моря. По сюжету произведения скифы обманом выкрали дочь царя Боспора, которая была отдана в невесты Адирмаху. В результате началась война. В нее были втянуты боспорцы, махлии, аланы, савроматы, синдианы и скифы.
Клавдий Элиан сообщает о том, «как купец Дионисий в своих дальних плаваниях, проникнув далее Меотиды, купил там колхидскую девушку, украденную местным варварским племенем махлиев (Μάχλυες)».

## Гипотезы и полемика в научной среде
Опираясь на вышеприведённые античные источники, а также на другие исторические и лингвистические данные ряд исследователей выдвинули гипотезу о существовании на Кавказе во второй половине I тыс. до н. э. крупного государственного образования, племени или союза племён под названием Махли и о связи этого образования с историей нахских народов.
В книге «История Ингушетии»: «Во второй половине Ι тыс. до н. э. кобанские племена создали крупное политическое объединение племен, известное по античным источникам под названием Малх (Махли, Махелония)».
В книге «История нахов Передней Азии, Кавказа и Чечни с древнейших времен до конца XV века»: «..Малхийское царство выступает как одно из крупных государственных образований Юго-Восточной Европы второй половины I тыс. до н. э., взаимодействовавшее с Боспорским царством. Оно не только признается равноправным партнером крупных государственных объединений того времени (Боспорское царство, Скифское царство, Колхидское царство и др.), но и превосходит их по могуществу».
В книге «Нахи: вопросы этнокультурной истории (I тысячелетие до н. э.)»: «Думается, что все вышеизложенное дает достаточно оснований для следующего заключения: в I тысячелетии до н. э. абхазам, адыгам и ираноязычным племенам нахи были известны под названием малхи (малх-уз, матх-уз, марх-уз), или махли — по имени верховного бога нахов Малх (Бог солнца). Через абхазские (или адыгские, или ираноязычные) племена это имя было известно и античным авторам в форме махли (< малхи). ..Нахские племена проживали на всей территории Центрального Кавказа, включая южную и северную части Главного Каказского хребта — от верховья рек Кубань и Ингури на западе до подножья Андийского Хребта и верховья реки Алазани на востоке. На юге граница расселения нахов совпадала с границей Азиатской Сарматии, проходившей с запада на восток по Эгрисскому и Рачинскому хребтам, по северной окраине Лихского хребта, а далее — на юго-восток, по линии Жинвали — Тианети — Квел- Даба».
В статье «О предках кавказских Алан — нахских Махелонах»: «Племя махелонов имело свое политическое образование — царство Махли. ..Государство Махли/Махелония было политическим образованием всех нахов, а не отдельно одного племени или общества данного этноса».
Гипотеза о Махли присутствует также в школьном издании: Кодзоев Н. Д. История ингушского народа: С древнейших времен до конца XIX века: Учебное пособие для 7 — 9 классов общеобразовательных школ. -Магас: Сердало, 2002. — 256 с..
В настоящее время рассматриваемая гипотеза не получила широкого научного признания и продолжает вызывать научную полемику.
Халидов А. И. последовательно подвергает критике лингвистические составляющие доказательств гипотезы о Махли, представленные Г. Гумба в своей монографии, и упрекает приверженцев этой гипотезы в вольном обращении с материалом.
В рецензии на книгу «Нахи: вопросы этнокультурной истории (I тысячелетие до н. э.)» Булатбиев И. М. подвергает критическому анализу некоторые выводы и заключения Г. Гумба, лежащие в основе гипотезы о Махли, и выражает благодарность автору за его вклад в чеченскую историческую науку и поднятие важного вопроса о генезис этнонима нахчи/нохчи.
Хасмагомадов Э. Х. , в свою очередь, критикует доводы Булатбиева.
Туаллагов А. А. в своей статье заключает: «В целом, следует констатировать, что исторически фиктивные Махлиена, махлии и их правитель Адирмах новеллы Лукиана Самосатского, представленные у некоторых современных авторов от лица никогда не существовавшего древнего нахского политического объединения, не имеют никакого отношения к реальным этносам кавказского региона».